# 27986 Hanuš
(27986) Hanuš, denumire internațională (27986) Hanus, este un asteroid din centura principală de asteroizi.

## Descriere
27986 Hanuš este un asteroid din centura principală de asteroizi. A fost descoperit pe 4 noiembrie 1997 la Observatorul din Ondřejov de Lenka Šarounová. Asteroidul prezintă o orbită caracterizată de o semiaxă mare de 2,58 ua, o excentricitate de 0,17 și o înclinație de 9,4° în raport cu ecliptica.